# Porträt Friedrich Nietzsche
Das Porträt Friedrich Nietzsche oder kurz Friedrich Nietzsche ist ein Gemälde des norwegischen Malers Edvard Munch aus dem Jahr 1906. Es ist ein Porträt des deutschen Philosophen Friedrich Nietzsche, der sechs Jahre zuvor verstorben war. Daher musste Munch entgegen seiner sonstigen Arbeitsweise auf Fotografien des Porträtierten zurückgreifen. Das Bild geht auf eine Anregung Elisabeth Förster-Nietzsches zurück und ist eine Auftragsarbeit für den schwedischen Unternehmer und Kunstsammler Ernest Thiel. Es wird heute in der von ihm gestifteten Thielska galleriet in Stockholm ausgestellt. Im selben Jahr malte Munch noch ein zweites, schmaleres Nietzsche-Porträt, das in seinem Besitz verblieb und im Munch-Museum Oslo gezeigt wird.

## Bildbeschreibung
Das Porträt zeigt auf zwei Metern Höhe eine überlebensgroße Nietzsche-Figur als Hüftbild. Der Philosoph steht laut Reinhold Heller in einer sehr aufrechten, machtvollen Pose. Hilde M. J. Rognerud nennt sie „maniriert“. Er trägt Weste, Krawatte und einen langen Mantel, alle in Schattierungen von dunklem Blau. Mit seinem rechten Arm lehnt er sich an eine Brüstung an. Im Dreiviertelprofil blickt er hinab auf die Landschaft. Die Form der Hände zeigt eine nachträgliche Bearbeitung: Munch verkleinerte die Konturen der zunächst groß geratenen Hände mit schwarzer und weißer Farbe. Die Diagonale des Geländers führt in steiler Perspektive von der linken unteren Ecke aufwärts und trennt ein bräunliches Dreieck ab.
Wie die steile Diagonale erinnern auch die gelb-roten Strukturen des Himmels an Munch bekanntes Motiv Der Schrei, allerdings dominieren nun Gelb- und Weißtöne, durch die nur wenige rote „Feuerstreifen“ züngeln. Dies führt laut Hans Dieter Huber zu einer wesentlich ruhigeren, gemäßigteren Stimmung. Die Landschaft links unterhalb der Brüstung wird aus Acker- und Flussstreifen in unterschiedlichen Grün, Gelb- und Blautönen gebildet. In einer Biegung des Flusses ist eine weiße Burg mit drei Gebäuden zu erkennen. Links und rechts hinter Nietzsches Schultern erheben sich blaue Hügelketten, die den Eindruck erzeugen, dem Philosophen wüchsen Flügel.
Die Version aus dem Munch-Museum ist ebenso groß wie jene aus der Thielska galleriet, aber schmaler, wirkt dadurch gedrängter und unruhiger. Der Ausschnitt der Landschaft ist kleiner. Ohnehin sind Landschaft und Figur laut Hans Dieter Huber nur „in sehr magerer Malweise und sehr schematisiert“ skizziert. Die grünen Felder sind farblich nicht differenziert, sondern schraffiert wie die Berge, die angedeutete Burg ist nur zu erahnen. Bis auf den sorgfältig gestalteten Kopf beschreibt Detlef Brennecke eine hastige Malweise mit zum Teil ungereinigtem Pinsel, in der die Grün-, Blau-, Gelb- und Brauntöne „durcheinander changieren“, Schlieren, Kleckse und Spritzer bilden. Nietzsches Mantel und die flügelartigen Berghänge erhalten einen Stich ins Violette. Der Himmel erinnert in dieser Fassung mit seinen Gelb- und Orangetönen noch stärker an den Schrei. Er sorgt laut Huber für „eine fieberhafte und kranke Atmosphäre […]. Selten ist ein so kaltes und giftiges Gelb auf die Leinwand gebracht worden.“

## Interpretation

### Ein geflügelter Zarathustra
Munch schrieb zur Erklärung seines Motivs: „Ich habe ihn [Nietzsche] als Zarathustras Dichter zwischen den Bergen seiner Höhle dargestellt. Er steht auf seiner Veranda und sieht hinab in ein tiefes Tal. Über den Bergen steigt eine strahlende Sonne empor. Man kann sich den Ort, von dem er spricht, vorstellen als einen, an dem er im Licht steht, sich aber ins Dunkel sehnt – jedoch auch nach vielem anderen.“ Munch verweist dabei an die Passage Das Nachtlied aus Also sprach Zarathustra: „Licht bin ich: ach, dass ich Nacht wäre! Aber diess ist meine Einsamkeit, dass ich von Licht umgürtet bin.“ Dies war laut Detlef Brennecke eine von Munch favorisierte Passage in Nietzsches Werk, die er in seiner Ausgabe mit einem Lesebändchen markiert hatte. Sie drückt einen Antagonismus im Wesen Zarathustras wie Nietzsches aus, der in der ansonsten erhabenen Stimmung des Bildes Werke wie Angst, Der Schrei und Verzweiflung mitschwingen ließ.
Hilde M. J. Rognerud verweist auf eine Passage aus Von der schenkenden Tugend: „Und das ist der grosse Mittag, da der Mensch auf der Mitte seiner Bahn steht zwischen Thier und Übermensch und seinen Weg zum Abende als seine höchste Hoffnung feiert: denn es ist der Weg zu einem neuen Morgen. Alsda wird sich der Untergehende selber segnen, dass er ein Hinübergehender sei; und die Sonne seiner Erkenntniss wird ihm im Mittage stehn.“ In diesem Sinne interpretiert sie das Motiv als einen geflügelten Zarathustra in einem transzendenten Zustand zwischen Tier – die ursprünglich prankengroßen Hände, der Adlerblick samt Gebirgs-Flügeln, der serpentinenförmige Fluss – und Übermensch, zwischen einem Dasein im „Schlangental“ und einem Jenseits unter der Sonne Zarathustras.

### Nietzsches Einfluss auf Munch
Mit Vorträgen des Kulturhistorikers Georg Brandes an der Universität Kopenhagen im Frühjahr 1888 wurde der deutsche Philosoph Friedrich Nietzsche in Skandinavien bekannt und schnell populär. Spätestens im Berliner Künstlerlokal Zum schwarzen Ferkel, in dem Munch von 1892 an verkehrte, kam der Maler in Kontakt mit Nietzsche-Verehrern wie dem polnischen Schriftsteller Stanisław Przybyszewski. Dieser verfasste frühe Schriften über Munchs Werk und war maßgeblich daran beteiligt, in diesem einen Einfluss des deutschen Philosophen auszumachen, eine Deutung, die spätere Interpreten wie Gösta Svenæus, Reinhold Heller oder Jürgen Krause übernahmen. Auch Matthias Arnold berichtet, dass Munch „ein begeisterter Anhänger und Leser Schopenhauers und Nietzsches“ gewesen sei.
Detlef Brennecke weist allerdings darauf hin, dass sich in Munchs Aufzeichnungen und Notizen bis zur Arbeit am Nietzsche-Porträt kaum ein Hinweis auf den deutschen Philosophen findet und dass er 1918 bezogen auf seinen Lebensfries jeden Einfluss „deutscher Kontakte“ abstritt. Nach Brenneckes Einschätzung hatte Munch keine größere Kenntnis von Nietzsches Werken, und obwohl das Porträt aus Versatzstücken daraus zusammengesetzt wurde, erklärte er diese für lediglich oberflächlich angelesen. Das Bild widerspreche am Ende so gleichermaßen der Dogmatik des Philosophen (etwa seiner Ablehnung des Symbolismus) wie der Ästhetik des Malers (etwa seines Mottos „ich male nicht das, was ich sehe, sondern das, was ich sah“), so dass Brennecke sowohl von einem „Pseudo-Munch“ als auch einem „Anti-Nietzsche“ sprach. Hilde M. J. Rognerud sieht immerhin eine aus dem „philosophisch-religiösen mystizistisch geprägten Weimarer Milieu“ initiierte „Stilwende“ in Munchs Kunst, die sich am abschließenden Porträt verfolgen lasse.

### Gegenbild zumSchrei
Reinhold Heller bringt die Deutung ins Spiel, dass Munch in der Nietzsche-Figur ein idealisiertes Selbstporträt schuf. Der Maler sei bei Freunden, literarischen oder historischen Gestalten immer auf der Such nach Rollenvorbildern gewesen, und Nietzsches Einfluss in seinem Bekanntenkreis habe diesen geradezu als Identifikationsfigur prädestiniert. Insofern nimmt für ihn die Komposition des Nietzsche-Porträts nicht nur formal Bezug zu Munchs berühmtem Gemälde Der Schrei, was die Gestaltung des Himmels und die stürzenden Linien angeht. Nun sind es jedoch von links unten nach rechts oben aufwärts strebende Linien, die nach der Interpretation des 19. Jahrhunderts eine aufbauende, bejahende Stimmung symbolisieren.

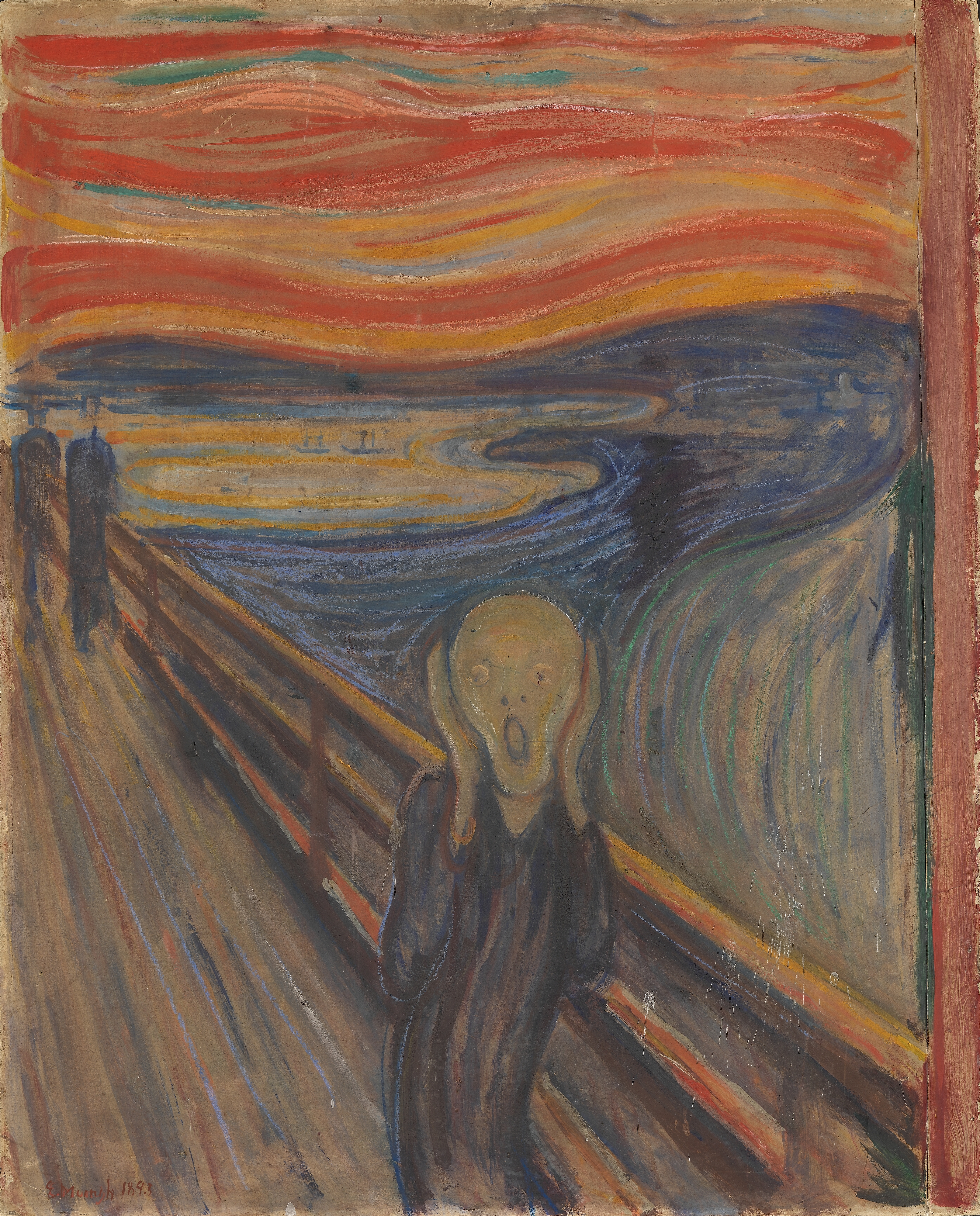
Der Schrei (1893), Öl, Tempera und Pastell auf Pappe, 91 × 73,5 cm, Norwegische Nationalgalerie Oslo
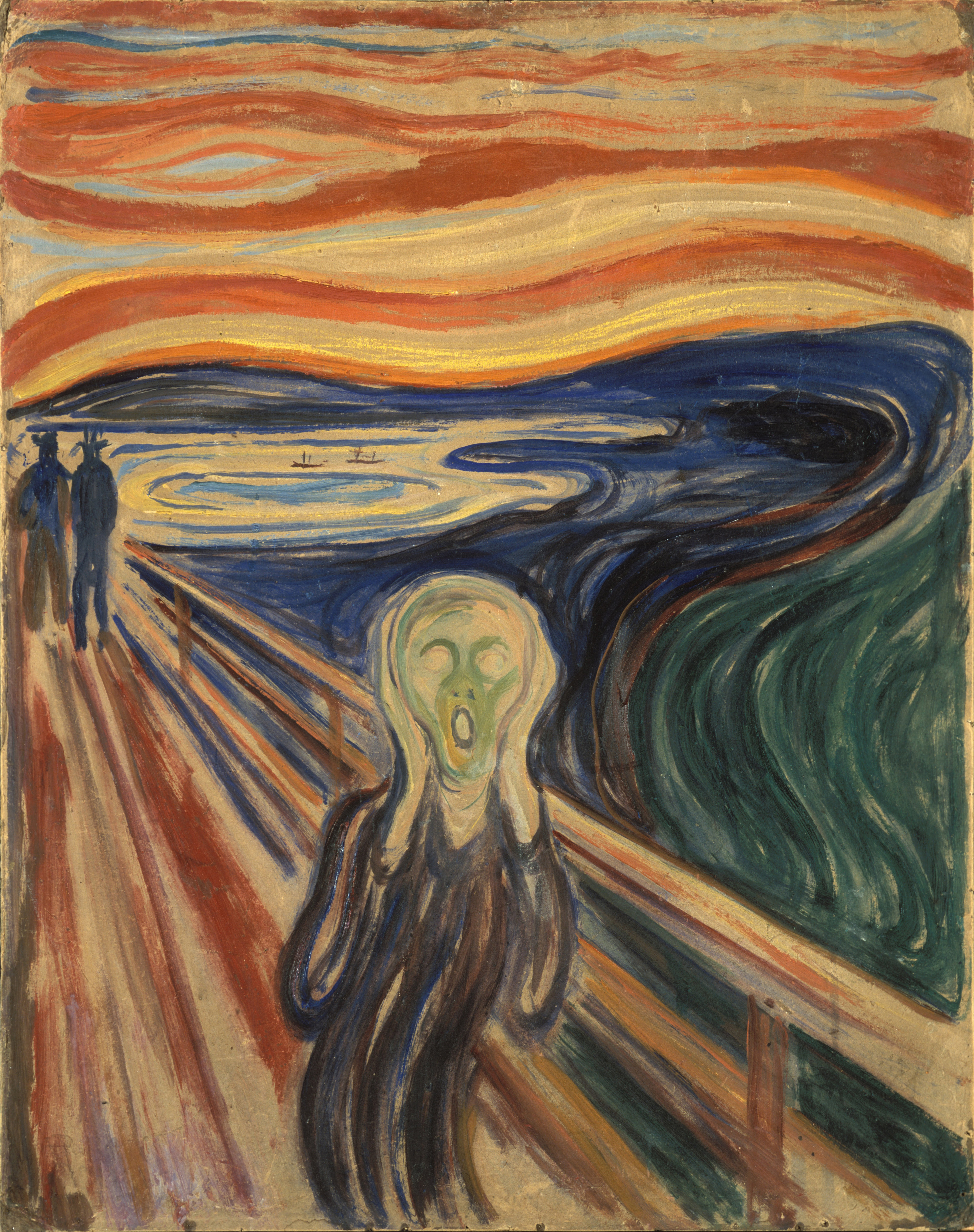
Der Schrei (1910), Öl und Tempera auf Pappe, 83 × 66 cm, Munch-Museum Oslo

Statt der angstvoll gekrümmten Totenkopf-Figur im Schrei steht die Nietzsche-Figur im Porträt aufrecht und ruhig, voll innerlicher Kraft und Selbstgewissheit. Sie blickt über den Abgrund auf eine Landschaft, als begutachte sie diese und nehme sie an, ohne von negativen Gedanken und zerstörerischen Ahnungen behelligt zu werden. Mit seiner Ausstrahlung von Ruhe und Stabilität bildet das Porträt laut Heller geradezu „die emotionale Antithese“ zum Schrei und spiegelt einen Traum von Gesundheit, den der emotional und gesundheitlich angegriffene Munch (siehe dazu auch beim Selbstbildnis mit Weinflasche, ebenfalls 1906 in Weimar entstanden) in diesen Jahren gehegt haben mag. Das Bild porträtiert gewissermaßen das ideale Selbst, das Munch gerne gewesen und mit dem er dem Leben bejahend gegenübergetreten wäre, verglichen mit dem wahrhaftigen Bild seines inneren Selbst im Schrei.

## Bildgeschichte

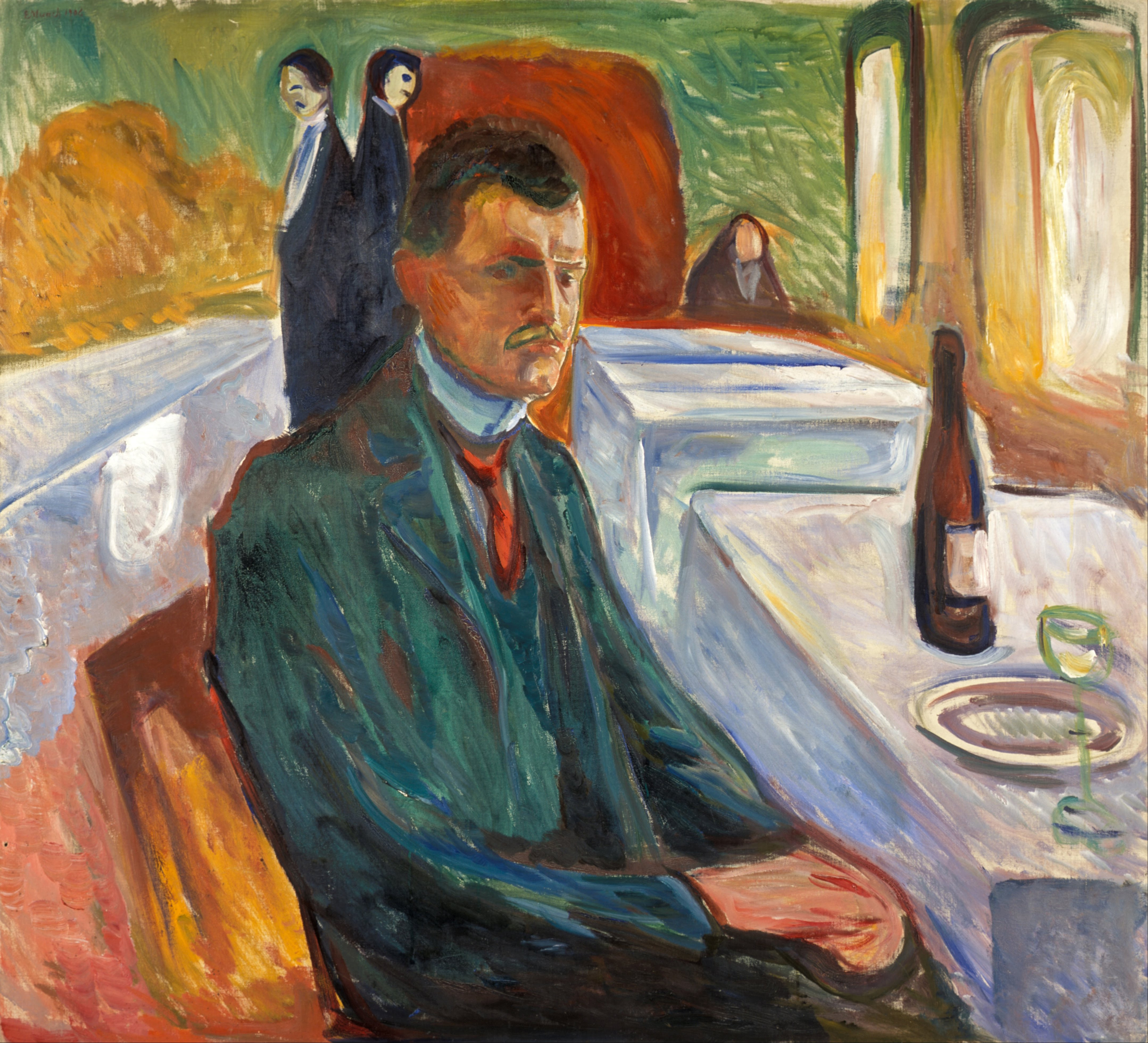
Edvard Munch: Selbstbildnis in Weimar (1906), Öl auf Leinwand, 110,0 × 120,0 cm, Munch-Museum Oslo
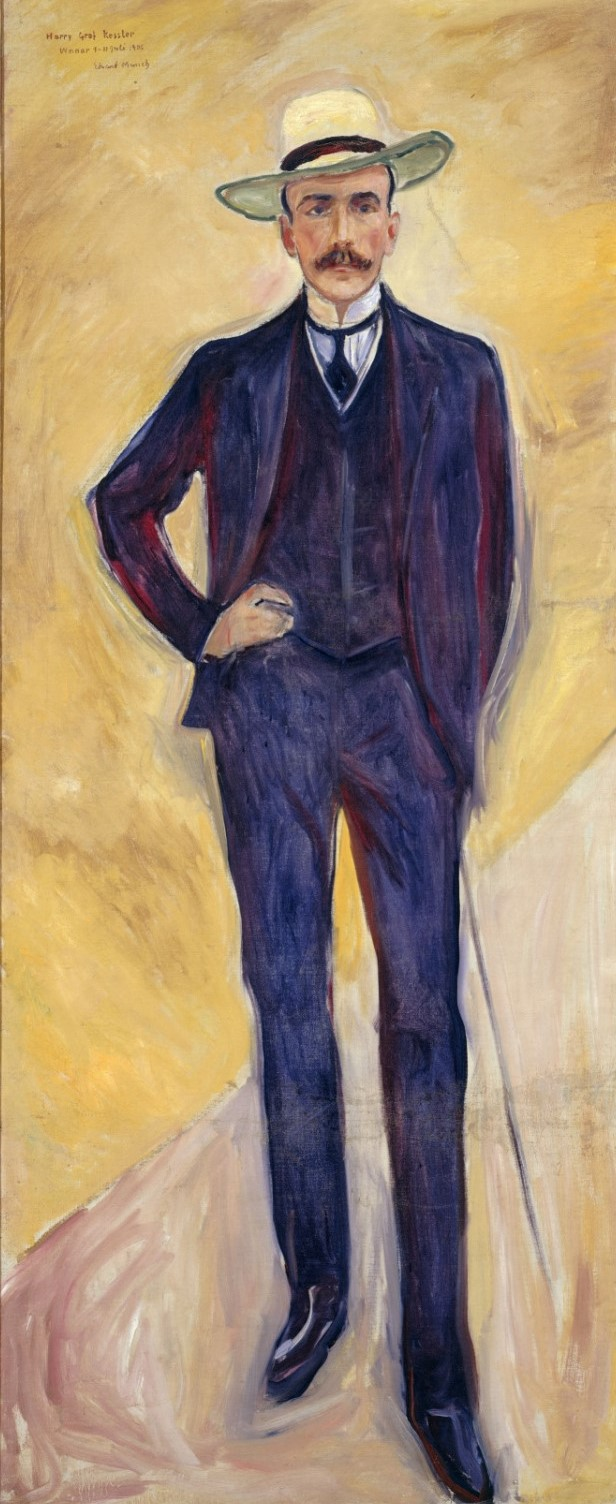
Edvard Munch: Harry Graf Kessler (1906), Öl auf Leinwand, 200 × 84 cm, Neue Nationalgalerie, Berlin
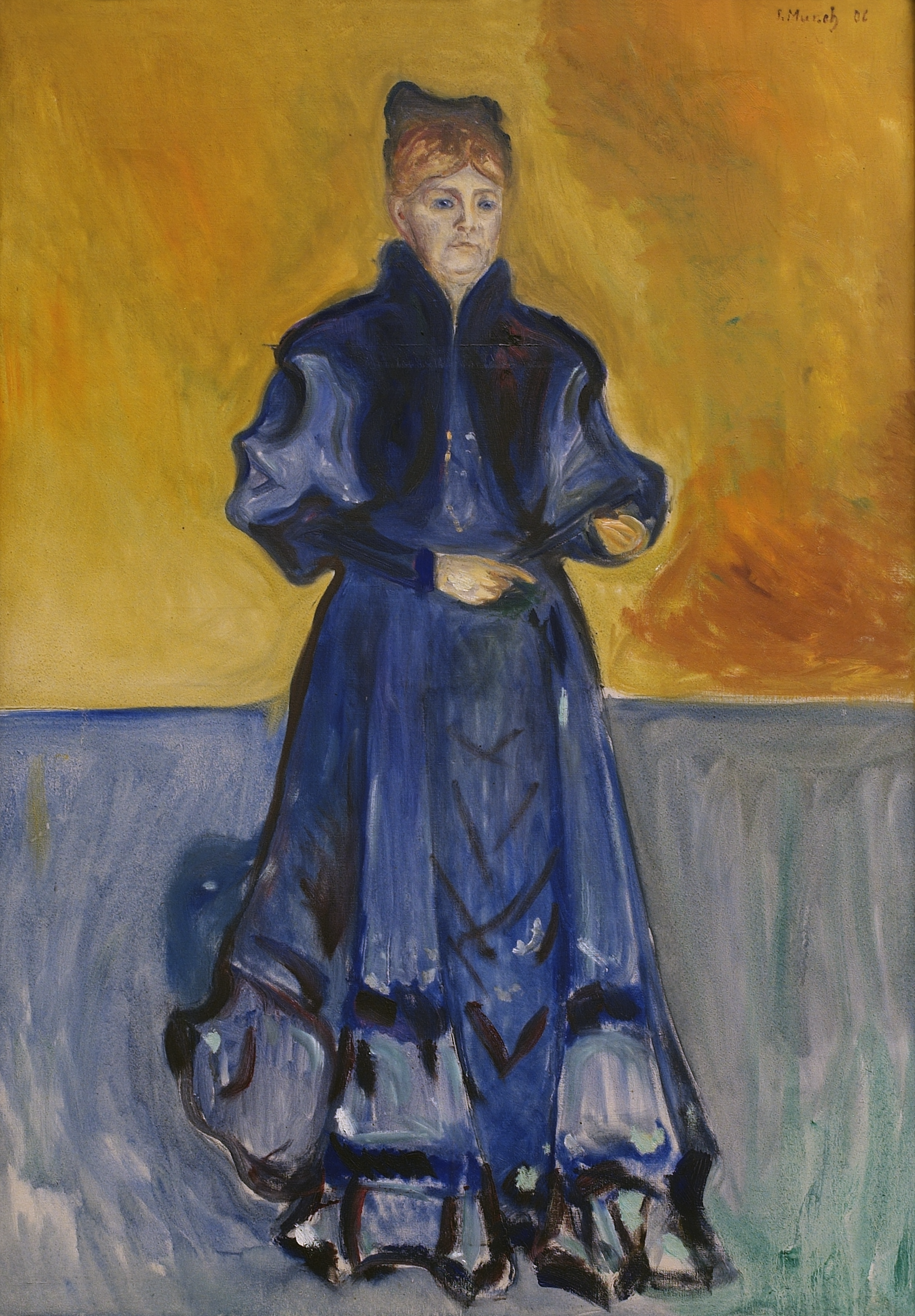
Edvard Munch: Elisabeth Förster-Nietzsche (1906), Öl auf Leinwand, 115 × 80 cm, Thielska galleriet, Stockholm
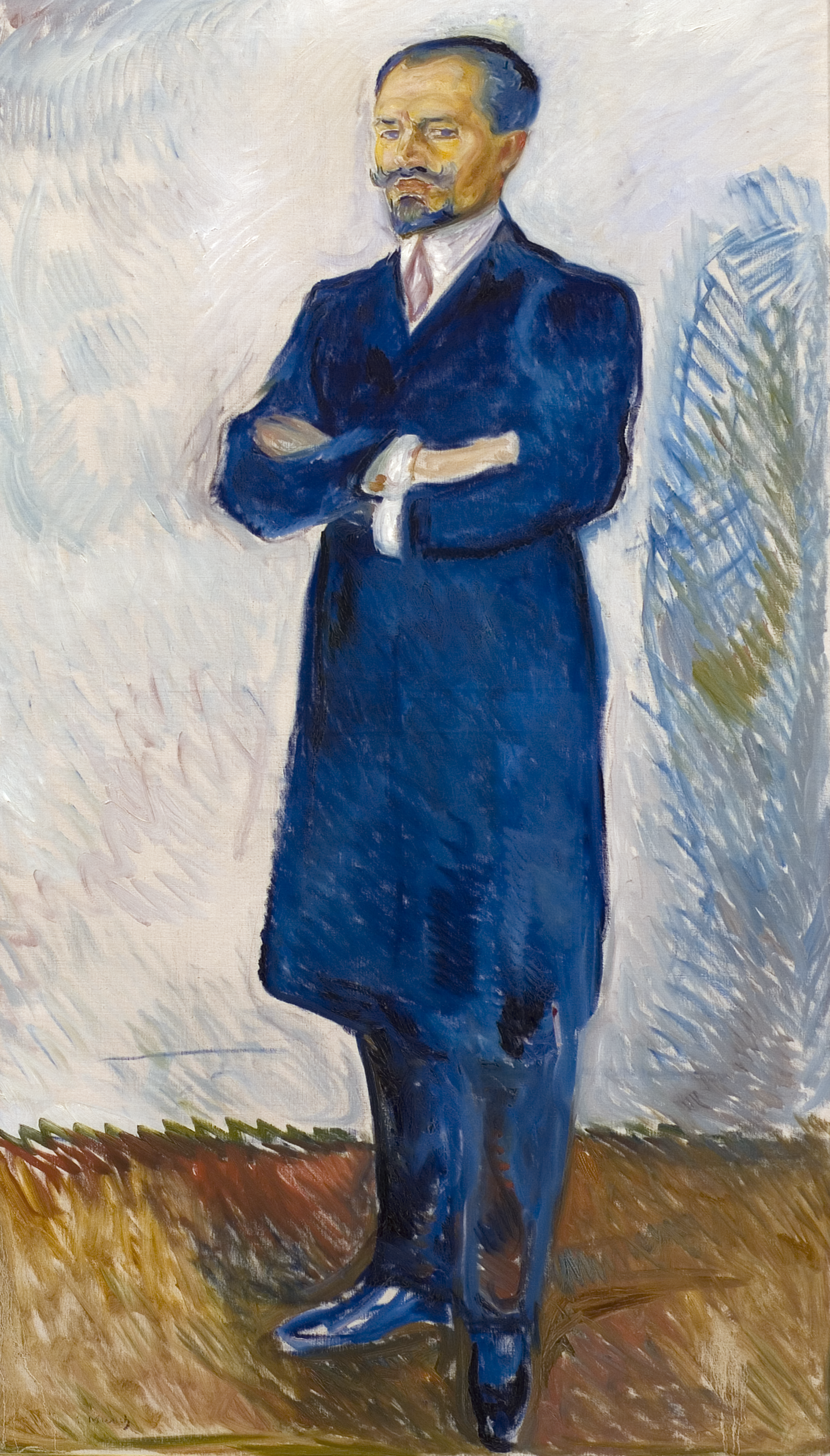
Edvard Munch: Ernest Thiel (1907), Öl auf Leinwand, 191 × 101 cm, Thielska galleriet, Stockholm

In den Jahren 1902 bis 1908 hatte Munch zwei Wohnsitze. Die Sommer verbrachte er in Norwegen, vor allem in Åsgårdstrand, die Winter im deutschen Berlin, wo er mit seiner Kunst besonders erfolgreich war. Munch fügte in diesen Jahren seinem Lebensfries keine weiteren Motive mehr hinzu, sondern entwickelte sich zu einem gefragten Porträtmaler, der während der Arbeit an den Bildern bei seinen Auftraggebern residierte. Im Frühjahr 1904 reiste er für ein Porträt Harry Graf Kesslers erstmals nach Weimar. Über den Architekten Henry van de Velde lernte er Elisabeth Förster-Nietzsche kennen, die Schwester des verstorbenen Philosophen. Diese sorgte wiederum für den Kontakt zum schwedischen Bankier Ernest Thiel, der ein großer Verehrer Nietzsches war und einige seiner Werke ins Schwedische übersetzt hatte. Zudem besaß er bereits ein Gemälde von Munch und plante weitere Anschaffungen. Schnell war die Idee eines von Thiel finanzierten Auftragsporträts geboren, bei dem als Nebenprodukt auch ein Bildnis der Schwester entstand.

Hans Olde: Kleiner Nietzsche-Kopf (1900), Radierung, Thielska galleriet, Stockholm
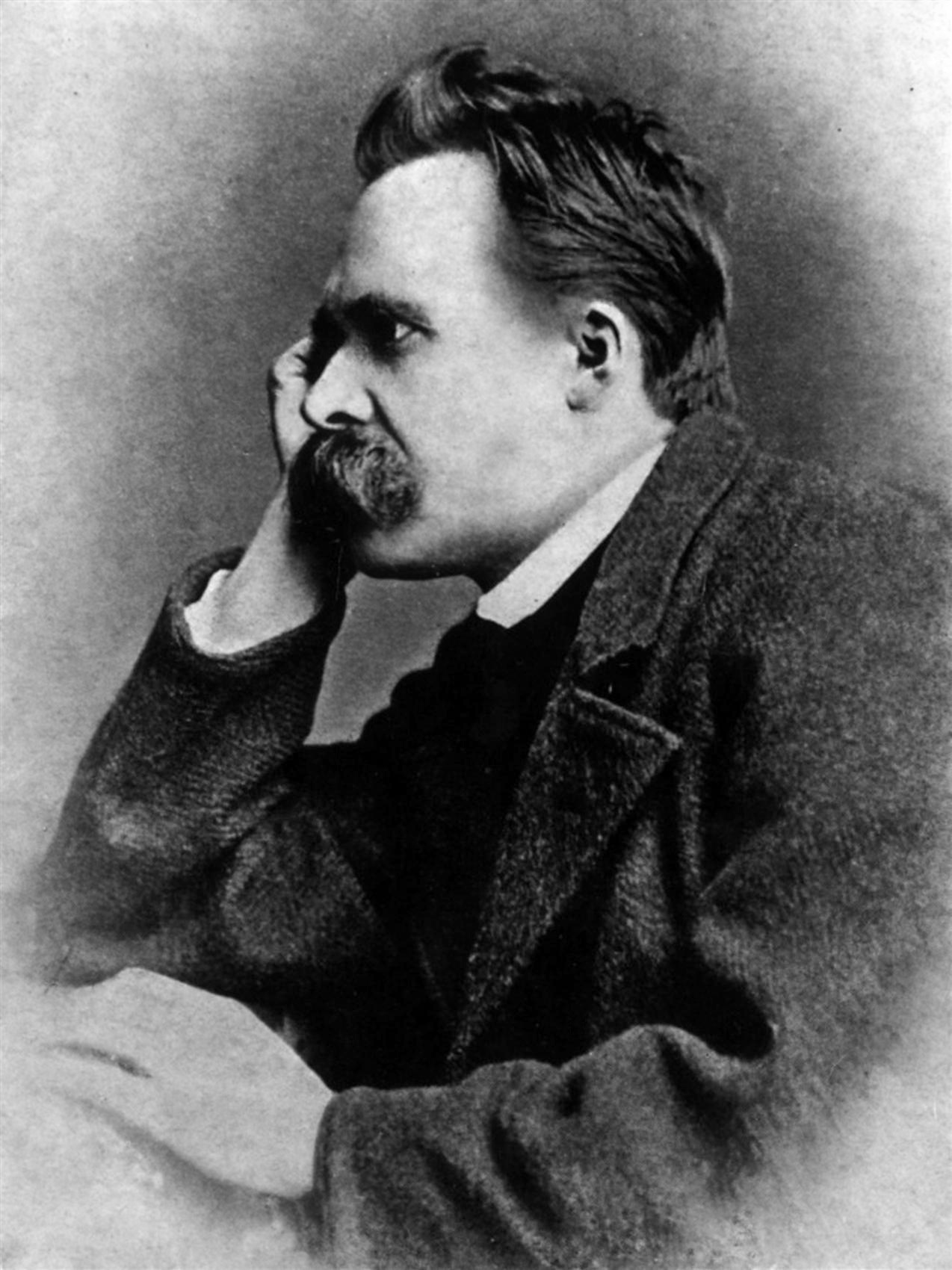
Gustav Adolf Schultze: Friedrich Nietzsche (1882), Fotografie

Für die Abbildung Nietzsches musste sich Munch mit Fotografien und künstlerischen Darstellungen begnügen, die dessen Schwester ihm zur Verfügung stellte. Darunter befanden sich etwa die Fotoserie des siechenden Nietzsches von Hans Olde und die daraus entstandene Radierung sowie eine Fotografie Nietzsches mit aufgestütztem Kopf von Gustav Adolf Schultze. Letztere führte in ersten Skizzen zu einem zusammengekauerten Nietzsche, der wie die Silhouette in Nacht in Saint-Cloud am Fenster sitzt bzw. eine Jappe-Nilssen-Figur aus Melancholie, die in das Interieur von Munchs schwermütiger Schwester Laura versetzt wurde, deren Porträt ebenfalls Melancholie betitelt ist. Munchs Zeichnung des grübelnden Nietzsches mit aufgestütztem Kopf diente der Deutschen Post AG im Jahr 2000 als Grundlage einer Briefmarke zum 100. Todestag von Friedrich Nietzsche.

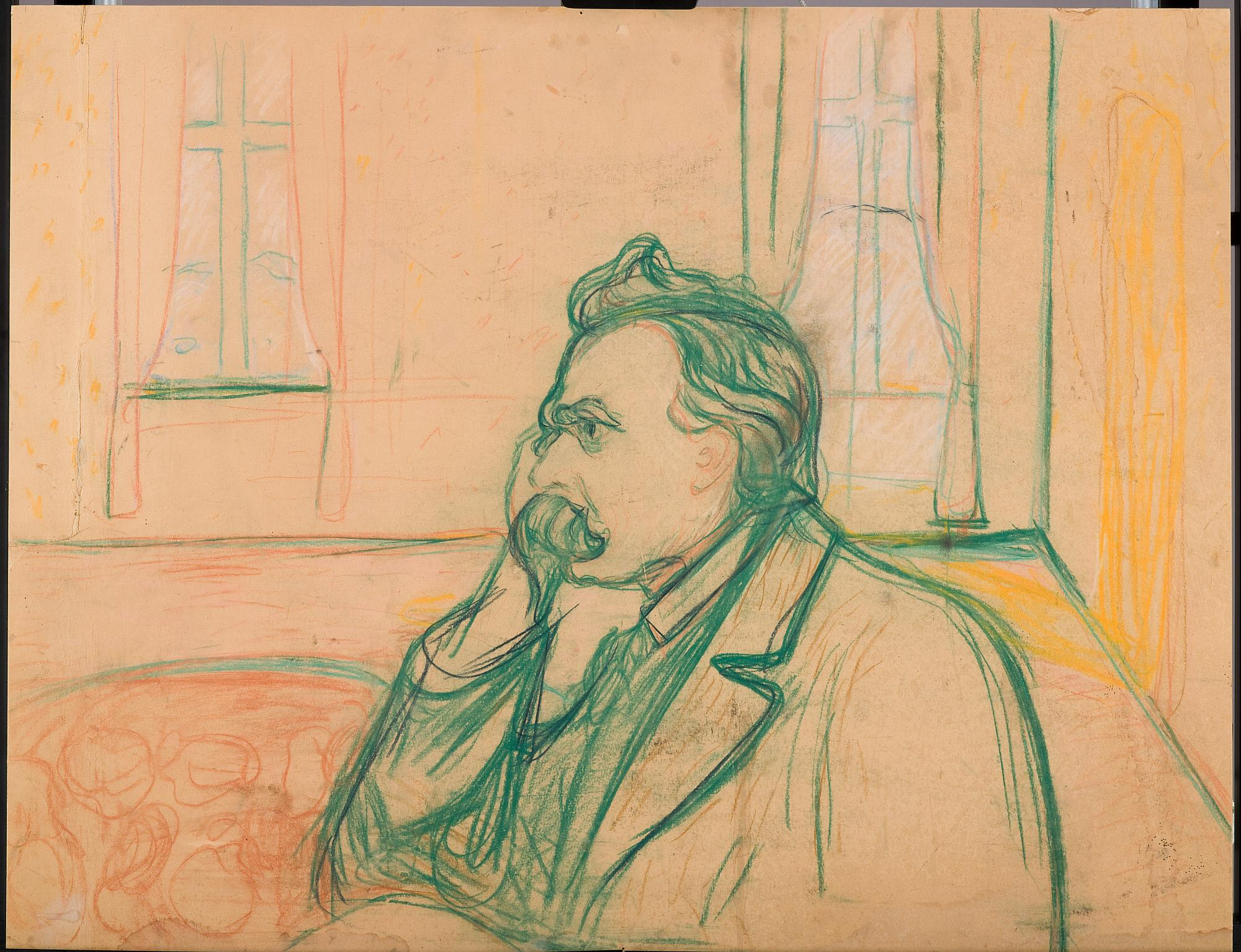
Edvard Munch: Friedrich Nietzsche (1905–06), Buntstift auf Karton,  71 × 91 cm, Munch-Museum Oslo
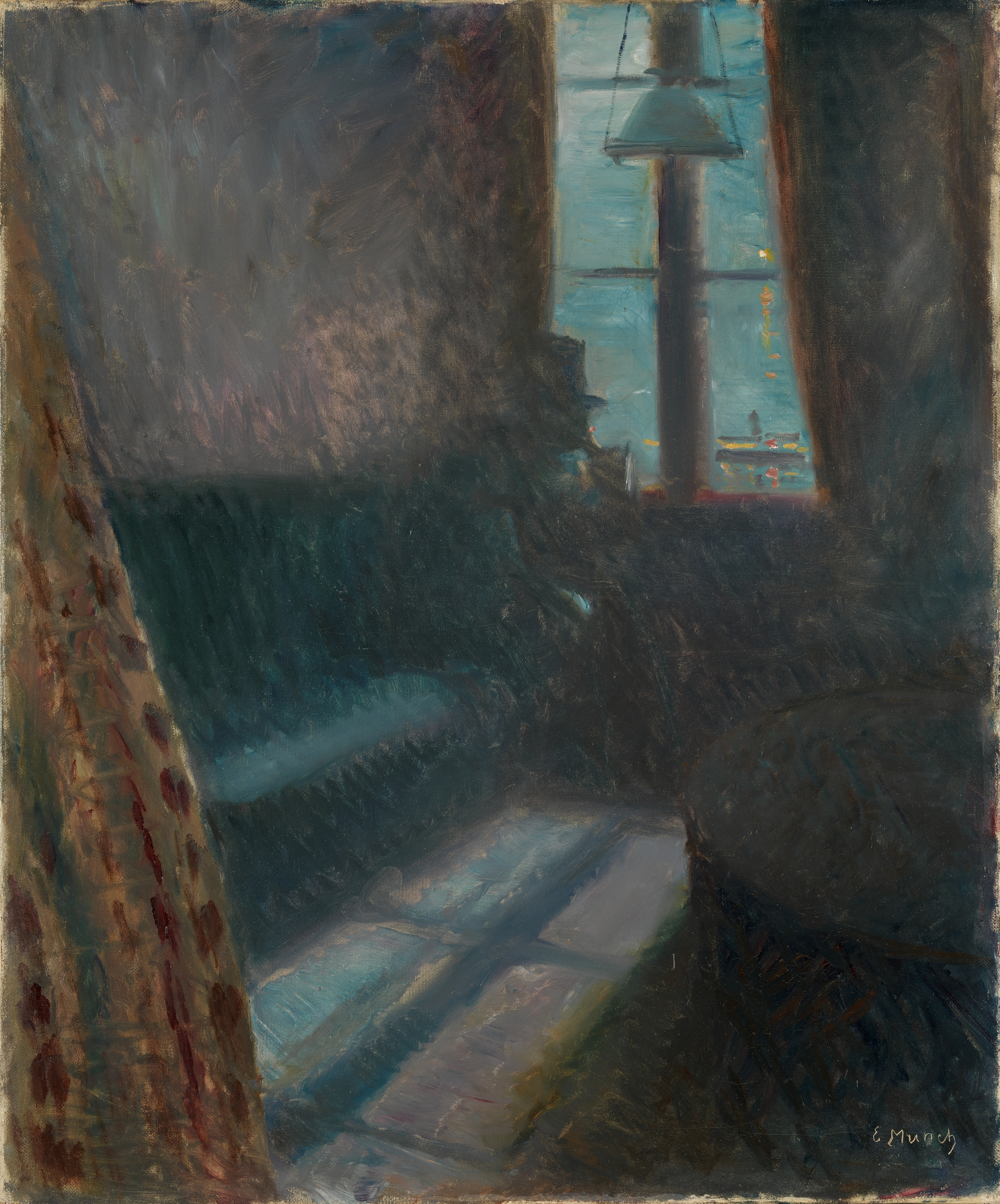
Edvard Munch: Nacht in Saint-Cloud (1890), Öl auf Leinwand, 64,5 × 54 cm, Norwegische Nationalgalerie, Oslo
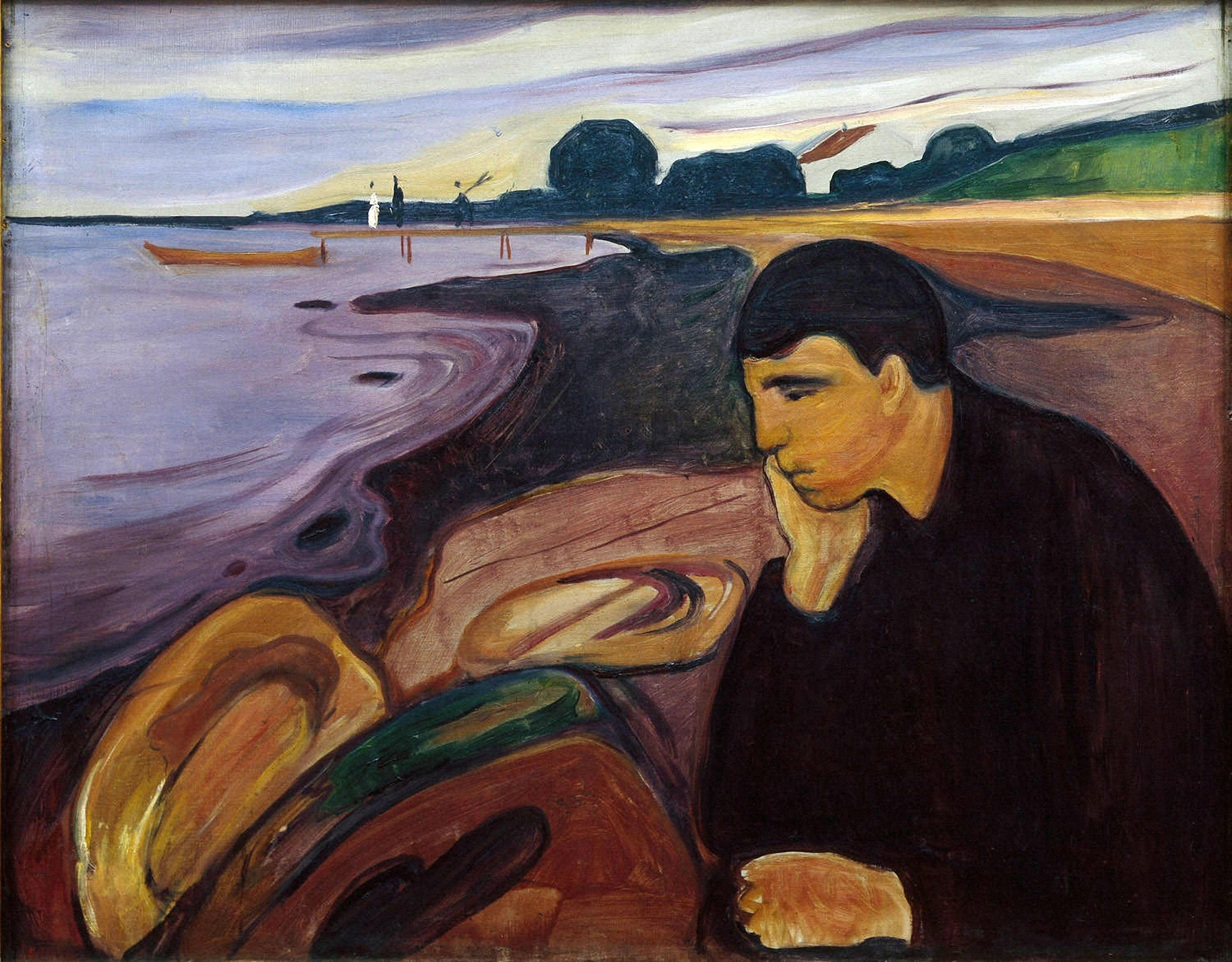
Edvard Munch: Melancholie (1894–96), Öl auf Leinwand, 81 × 100,5 cm, Kunstmuseum, Bergen
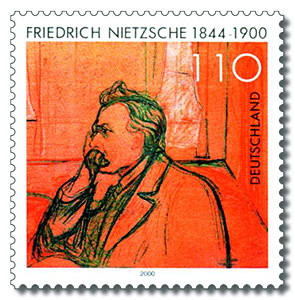
Briefmarke der Deutschen Post AG aus dem Jahre 2000, Entwurf Elisabeth von Janota-Bzowski

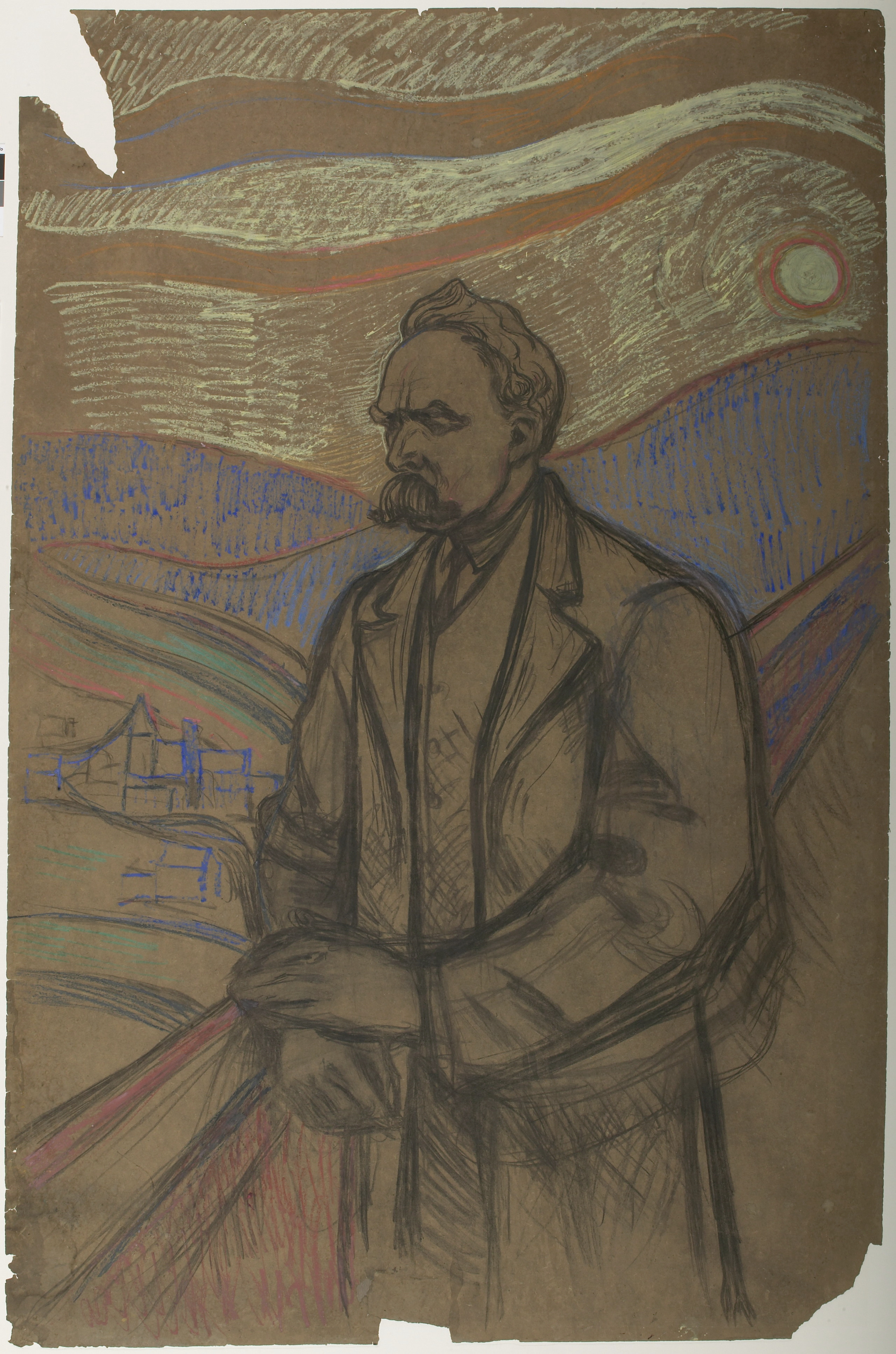
Edvard Munch: Friedrich Nietzsche (1906), Kohle und Pastell auf Velinpapier, 200 × 130 cm, Munch-Museum Oslo

Den künstlerischen Durchbruch bedeutete erst die Entscheidung, Nietzsche nicht länger realistisch darzustellen, sondern abstrakt als Figur seiner eigenen Werke, namentlich als Zarathustra. Munch beschrieb: „Ich habe […] entschieden, ihn monumental und dekorativ zu malen. Ich finde nicht, daß es richtig von mir wäre, ihn illusorisch [sic!] darzustellen – da ich ihn nicht mit meinen äußeren Augen gesehen habe. Ich habe deshalb meinen Standpunkt dadurch pointiert, daß ich ihn ein wenig überlebensgroß male.“ Welche der beiden Gemäldeversionen nach diversen Skizzen zuerst entstand, ist bis heute nicht endgültig geklärt. Im Catalogue raisonné von Gerd Woll aus dem Jahr 2008 etwa folgt die Version des Munch-Museums auf die Auftragsarbeit für Thiel, siehe die Liste der Gemälde von Edvard Munch. Vertreter dieser These argumentieren, dass Munch häufig ihm wichtige Motive nach einem Verkauf für den eigenen Bedarf nachgemalt hat. Detlef Brennecke begründet jedoch mit Munchs eigenen Aufzeichnungen und der Skizzenhaftigkeit der Version des Munch-Museums, dass dieses nur eine Vorstudie gewesen sei und Munch somit bewusste Änderungen hin auf eine ruhigere, optimistischere Bildstimmung vorgenommen habe.
Ernest Thiel zeigte sich nach Erhalt des Gemäldes jedenfalls „ganz und gar bezaubert von diesem imponierenden Bildnis – wie da Prophet und Mensch in eins verschmelzen. Genau so habe ich es mir gewünscht, ihn einmal zu besitzen! Es hätte ihnen gar nicht besser gelingen können.“ Munch bedankte sich mit der Überzeugung: „Ich glaube, daß mich das Bild künstlerisch weitergebracht hat.“ Vor allem brachte es ihm aber einen neuen Förderer, der weitere seiner Bilder erwarb sowie ein eigenes Porträt in Auftrag gab, so dass Munch rückwirkend feststellte: „Thiels Käufe gaben mir eine wirtschaftliche Freiheit, zwei Jahre lang, als ich Geld am meisten brauchte.“
Der künstlerische Wert der Auftragsarbeit war schon in zeitgenössischen Bewertungen umstritten. So lobte etwa Tor Hedberg 1907 im Svenska Dagbladet „eine Synthese der Persönlichkeit oder, besser gesagt, der Idee der Persönlichkeit“. Dem schlossen sich andere Kritiker an, die das „Prophetische, Übermenschliche“ (Peter Krieger), „den Ausdruck unendlicher Verlassenheit und lauernden Wahnsinns“ (Otto Benesch) oder „die hoffnungslose Einsamkeit und Verwirrung des gescheiterten Titanen“ (Paul Ferdinand Schmidt) erkannten, „eines modernen dämonischen Genius’ der Melancholie“ (Josef Adolf Schmoll genannt Eisenwerth). Hingegen kritisierte Emil Heilbut schon 1906: „Das Bild hat etwas Heraldisches bekommen“, und er vermisste „überall das auf dem natürlichen Wege Entstandene.“ Josef Paul Hodin fand „eine bei Munch unübliche Starrheit“. Für Hans Gerhard Evers war „aus Nietzsche ein bürgerlicher Volksprediger wie aus einem Drama Ibsens gemacht worden“. Und Arne Eggum befand: „Gemessen an Munchs sonstigem Standard war das eine ungewöhnlich konventionelle Arbeit“.
Während der Arbeiten am Gemälde schuf Munch auch eine Lithografie in Rot und Grauviolett von Nietzsches Kopf vor zwei Höhenzügen und einem wellenförmig gemusterten Himmel mit einer Sonnenscheibe. Noch einmal tauchte die Nietzsche-Figur 1909 in einem Gemälde Die Genies wieder auf, wo er gemeinsam mit Ibsen, Sokrates und anderen, weder benannten, noch zu erkennenden Denkern abgebildet war. Das Bildmotiv kam jedoch laut Detlef Brennecke über eine „Rohfassung“ nicht hinaus.

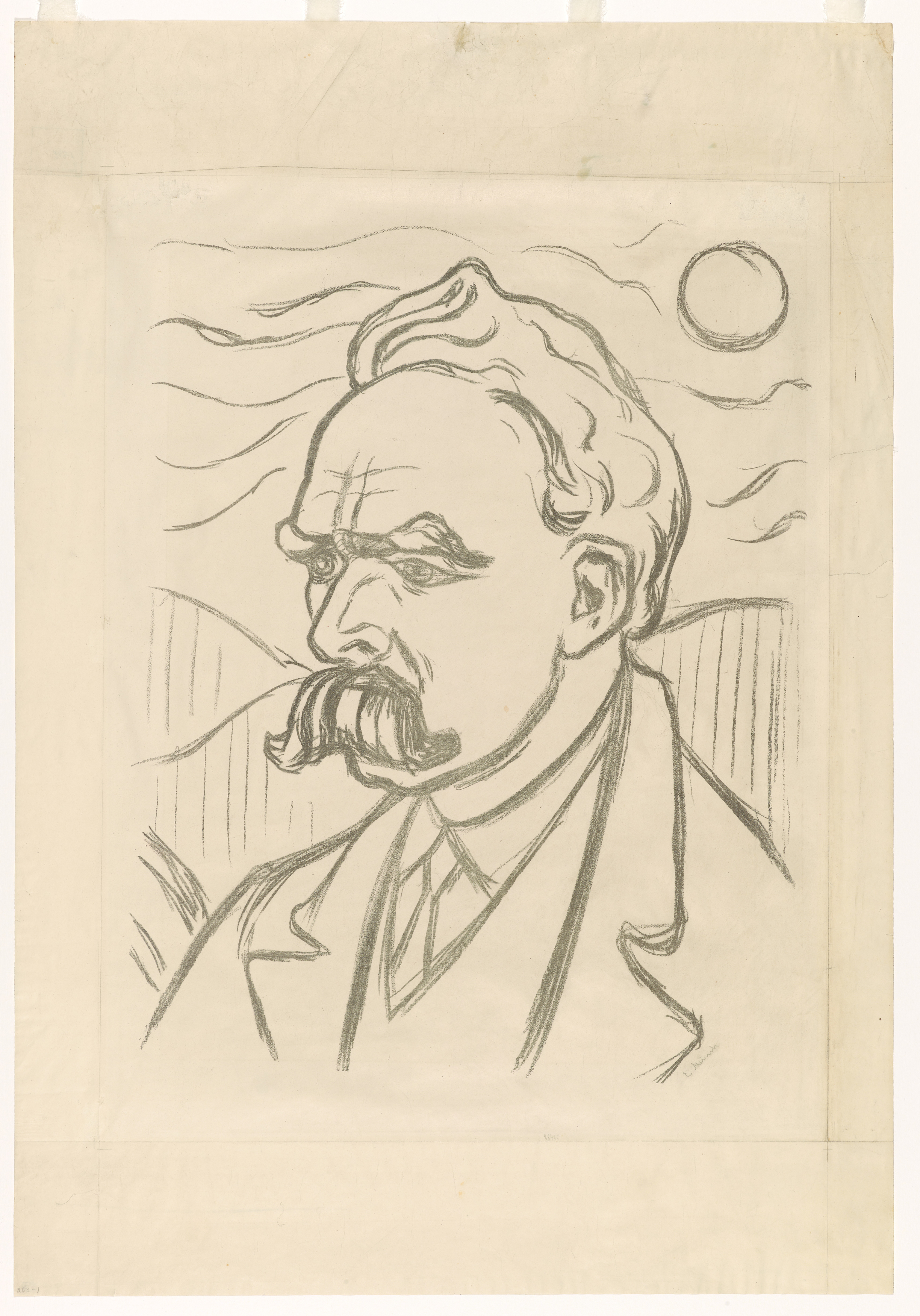
Edvard Munch: Friedrich Nietzsche (1906), Lithografie,  62 × 48 cm, Munch-Museum Oslo
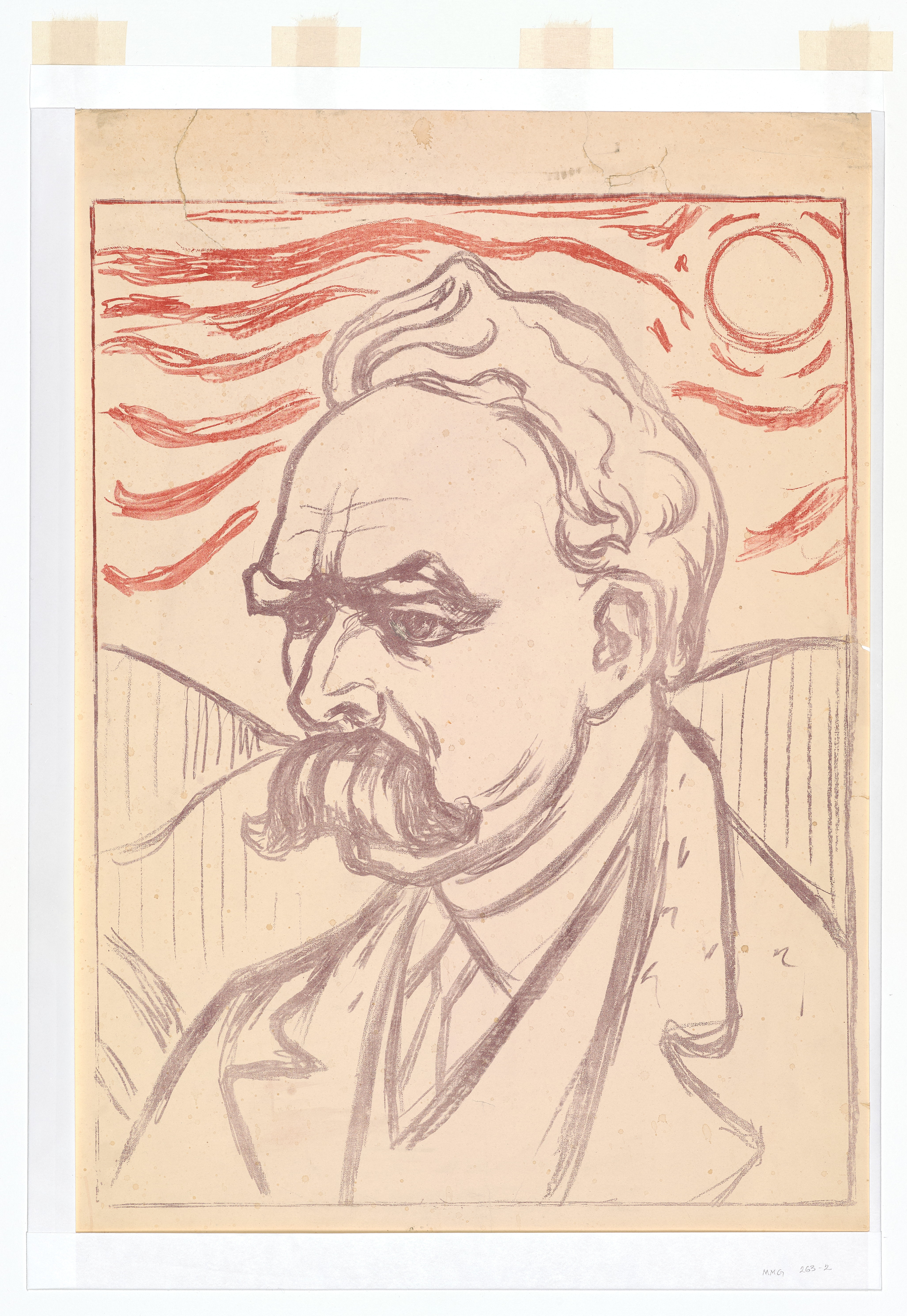
Edvard Munch: Friedrich Nietzsche (1906), Lithografie,  61,5 × 46,7 cm, Munch-Museum Oslo
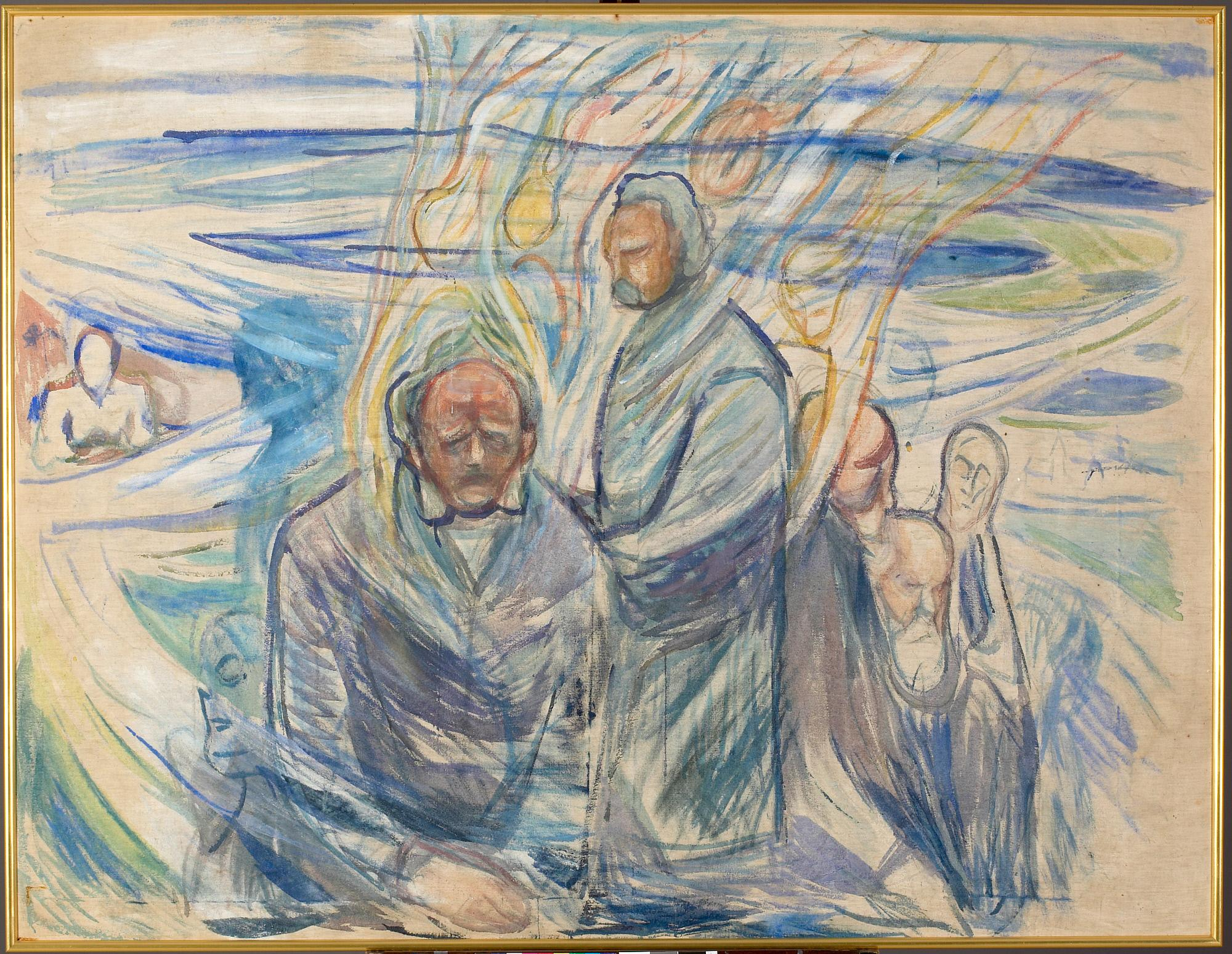
Edvard Munch: Genies: Ibsen, Nietzsche und Sokrates (1909), Öl auf Leinwand,  134,5 × 175 cm, Munch-Museum Oslo